# Operação Gisela

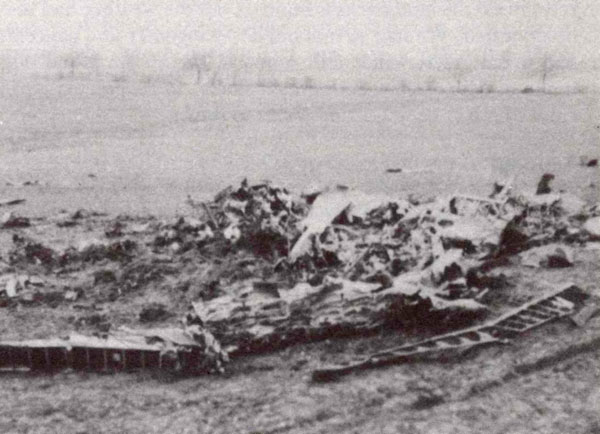
Cena de destruição causada pela operação.

Operação Gisela (em alemão:  Unternehmen Gisela) foi o nome de código de uma operação militar da Alemanha Nazi, levada a cabo pela Luftwaffe, durante a Segunda Guerra Mundial. Gisela foi designada como uma operação de intrusão aérea para apoiar o sistema de defesa aérea alemã na campanha de defesa aérea noturna contra o Comando de Bombardeiros da RAF, uma das fases da campanha da Defesa do Reich. Foi a última operação lançada pelas unidades de combate noturno (Nachtjagdgeschwader) da Luftwaffe durante o conflito mundial.
Em Março de 1945 a Luftwaffe já havia perdido a superioridade aérea em todas as frentes. As forças aéreas dos aliados ocidentais conseguiram alcançar a supremacia aérea sob os céus da Alemanha e do que restava dos territórios ocupados. As cidades industriais alemãs estavam agora sujeitas a intensos bombardeamentos que infligiam enormes danos no esforço de guerra alemão. As Forças Aéreas do Exército dos Estados Unidos atacavam de dia, enquanto os britânicos atacavam de noite.
Os exércitos aliados também já haviam alcançado as fronteiras nacionais da Alemanha e já ocupavam algumas cidades alemãs. No ocidente a derrota na Normandia e o avanço aliado através da Frente Ocidental prejudicou consideravelmente a capacidade da Luftwaffe em defender a Alemanha dos ataques nocturnos britânicos. A Linha Kammhuber, o sistema de defesa aérea dos alemães, que se estendia pela França, Bélgica e Holanda, estava agora completamente desmantelada e grande parte da sua eficácia havia sido neutralizada. Juntamente com a falta de eficácia do sistema de defesa aérea, a Luftwaffe estava a ficar incapaz de produzir  experientes tripulações de combate noturno; a situação só piorava com a falta de combustível nesta fase da guerra, que impedia que houvesse programas de treino capazes de formar, de maneira decente, tripulações aéreas. Uma ameaça igualmente letal eram as investidas dos aviões britânicos De Havilland Mosquito que, de noite, faziam incursões pela Alemanha para destruir uma série de alvos.
Numa tentativa desesperada para melhorar a situação e dificultar as operações britânicas, uma série de comandantes experientes em combate noturno, juntamente com uma série e pilotos, sugeriram a realização de operações de intrusão aérea no espaço aéreo da Inglaterra. Em 1940-41, os caças nocturnos alemães, sem equipamentos de radar, haviam voado até às bases de bombardeiros britânicos numa tentativa de destruir tantos bombardeiros quanto possível. Adolf Hitler ordenou o cessar desta atividade por motivos práticos e de propaganda, apesar de estas operações terem tido um sucesso considerável em 1941.
Hermann Göring, comandante-em-chefe da Luftwaffe, sancionou a operação. Os alemães esperaram por uma oportunidade para começar a operação de intrusão aérea e, na noite de 3/4 de Março de 1945 surgiu uma oportunidade, quando o Comando de Bombardeiros da RAF atacou alvos na Alemanha Ocidental. A operação não conseguiu alcançar os resultados esperados, pois as baixas infligidas no inimigo não foram suficientemente superiores às baixas sustidas pela Luftwaffe.